# Carinotetraodon travancoricus
Carinotetraodon travancoricus es una especie de peces de la familia Tetraodontidae.

## Morfología
Los machos pueden llegar alcanzar los 3,5 cm de longitud total.
Este pez es el más pequeño de los peces globos de agua dulce. Cuerpo cilíndrico, sin aleta ventral.
Posee dientes que en caso de crecer demasiado, darán problemas al pez a la hora de comer. Para evitar esto, comerán moluscos pequeños (tipo physas) que les ayudarán a mantener un desgaste de dientes constante.
Los ojos sobresalen ligeramente en la cabeza y pueden moverlos independientemente uno del otro.
La coloración puede variar a lo largo de su vida y según condiciones de agua/acuario, pasando desde tener manchas verdosas, a azul y negro.
Presenta dimorfismo sexual, los machos poseen una línea oscura a lo largo del vientre y dos líneas detrás de los ojos similar a dos "arrugas". Las hembras en cambio tienen el vientre blanquecino y no poseen esas líneas.

## Distribución y hábitat
Es un pez de agua dulce y de clima tropical. (22 °C-28 °C). Está presente en Asia, Desde Sri Lanka a Indonesia y norte de China.

## Comportamiento
Tienen la capacidad de hincharse en caso de verse amenazados, algo que es poco recomendable ya que se puede producir la muerte del pez por hipertensión.
Otra defensa de estos peces es el llegar a intoxicar su propia carne en caso de amenaza extrema, siendo letal para sus depredadores.